# Parhundalian Jawadipar
Parhundalian Jawadipar is een bestuurslaag in het regentschap Simalungun van de provincie Noord-Sumatra, Indonesië. Parhundalian Jawadipar telt 1768 inwoners (volkstelling 2010).